# Dirk I (graaf)
Dirk I of Thidericus Fresonie (circa 875 - circa 923 of Andernach, 5 oktober 939) was een Friese graaf die vanaf ongeveer 896 het bewind voerde over een aantal gebieden in de kuststreek van West-Frisia, het latere graafschap Holland. Zijn vader was Gerulf.

## Leven
Dirk erfde van zijn vader het gezag over Kennemerland en Rijnland. Hij steunde de Westfrankische koning Karel de Eenvoudige bij een opstand van zijn vazallen. Als dank hiervoor kreeg hij van Karel op 15 juni 922 te Bladel de kerk van Egmond met alle daarbij behorende goederen. Egmond lag ten noorden van de bezittingen die hij van Gerulf had geërfd en sloot daar dus uitstekend op aan. Kort hierna stichtte hij er een klooster voor zusters, het begin van de Abdij van Egmond. Hij liet het lichaam van Adelbert, volgens de overlevering een metgezel van Willibrord, uit de kerk van Egmond opgraven en in het zusterklooster in een reliekschrijn op of in, het altaar plaatsen.

## Minimale bronnen
Wellicht zijn verschillende graven met de naam Dirk samengevoegd tot Dirk I. Dit is goed mogelijk, omdat men in die tijd nooit over Dirk de zoveelste sprak, maar gewoon over Graaf Dirk. De geschiedenis rond de eerste graven van Holland is pas rond 1290 voor het eerst door Melis Stoke opgeschreven. De schrijver gebruikte hiervoor teksten die door de monniken van de abdij van Egmond waren bewaard. Omdat de monniken pas tijdens het bewind van Dirk II de zusters vervingen, moet men ervan uitgaan dat de informatie op deze (inmiddels vergane) documenten door overlevering is verkregen.
Volgens een akte gedateerd 922/923 zou Dirk I na een regering van veertig jaar in 922/923 zijn overleden. Dit zou betekenen dat hij Gerulf in 882 zou zijn opgevolgd. Het staat echter vast dat Gerulf in 889 nog een goed in eigendom kreeg. Gerulf is waarschijnlijk pas in 895 of 896 overleden.

## Mogelijke Dirk I bis (ca. 900–939)
Vast staat dat Dirk II in 988 is overleden. Als hij zijn vader al in 923 was opgevolgd, dan zou dat betekenen dat hij niet minder dan 65 jaar heeft geregeerd, wat zeer onwaarschijnlijk is. Mede daarom veronderstelde J.M. van Winter in 1981 dat er nog een Dirk geweest moet zijn die de naam "Dirk I bis" heeft gekregen. D.J. Henstra is een andere mening toegedaan, en maakt door een berekening plausibel dat Dirk II wel degelijk de zoon is van Dirk I, en dat die de zoon is van Gerulf I.
Het is bekend dat graaf Dirk getrouwd was met Gerberga van Hamaland (die ongeveer 912 zal zijn geboren), dat hij betrokken was bij de Lotharingse opstand van 939 tegen de Duitse koning Otto de Grote, en op 2 oktober 939 is gesneuveld in de slag bij Andernach (waarbij Dirk I dan ongeveer 65 zou zijn geweest). Deze gegevens maken een tweede generatie, dus Dirk I bis, aannemelijk, maar er zijn uit deze periode wel meer voorbeelden bekend van edelen die op hogere leeftijd nog met een jonge vrouw (her)trouwden of aan een veldslag deelnamen.

## Huwelijk en kinderen
Dirk trouwde (in 928?) met Gerberga (Geva), dochter van Meginhard IV van Hamaland, zoon van Everhard Saxo (die in 898 is vermoord door Dirks broer Waldger!), en opvolger van zijn vader als graaf van Hamaland en hertog van Friesland. Meginhard was lid van de delegatie van Hendrik de Vogelaar bij diens ontmoeting met Karel de Eenvoudige in 921. Dirk en Geva hadden een zoon, Dirk II, opvolger van zijn vader als graaf van het westen van Friesland. Dirk I moet ook een zoon Gerulf (II) hebben gehad, die als jongeling of ongehuwd man werd gedood voor het overlijden van zijn vader. Er wordt aangenomen dat hij de oudere broer van Dirk II was.
Dirk en Gerberga zijn beiden in de abdij van Egmond begraven.